# Rio do Cobre
Der Rio do Cobre ist ein etwa 107 km langer linker Nebenfluss des Rio Piquiri in der Mitte des brasilianischen Bundesstaats Paraná.

## Etymologie
Der Name Rio do Cobre bedeutet auf Deutsch Kupferfluss.

## Geografie

### Lage
Das Einzugsgebiet des Rio do Cobre befindet sich auf dem Terceiro Planalto Paranaense (Dritte oder Guarapuava-Hochebene von Paraná).

### Verlauf
Sein Quellgebiet liegt im Munizip Marquinho an der Grenze zum Munizip Goioxim in der Serra Araras auf 896 m Meereshöhe etwa 7 km südöstlich der Ortschaft Alto do Cobre in der Nähe der PR-364.
Der Fluss verläuft auf seinen ersten 90 Kilometern mit vielen Windungen von Ost nach West entlang der südlichen Grenze des Munizips Marquinho. Erst in seinem Unterlauf wendet er sich in Richtung Norden. Er fließt auf der Grenze zwischen den Munizipien Marquinho und Nova Laranjeiras von links in den Rio Piquiri. Er mündet auf 479 m Höhe. Er ist etwa 107 m lang.

### Munizipien im Einzugsgebiet
Am Rio do Cobre liegen die fünf Munizipien Marquinho, Goioxim, Cantagalo, Lanranjeiras do Sul und Nova Laranjeiras.

### Nebenflüsse
links:
- Ribeirão Visita
- Rio Cinco Valas

rechts:
- Arroio dos Índios
- Arroio Bonito.[3]